# لوكاس اكينز
لوكاس اكينز (بالإنجليزية: Lucas Akins)‏ هو لاعب كرة قدم بريطاني، ولد في 25 فبراير 1989 في هدرسفيلد في المملكة المتحدة. لعب مع ستيفيناغ بوروه ونادي بارتيك ثيسل ونادي بيرتن ألبيون ونادي ترانمير روفرز لكرة القدم وهاميلتون أكاديميكال وهدرسفيلد تاون.

## وصلات خارجية
- لوكاس اكينز على موقع قاعدة بيانات كرة القدم.إي يو (الإنجليزية)
- لوكاس اكينز على موقع Soccerbase.com (لاعب) (الإنجليزية)